# Раковина
Раковина (алб. Rakovinë) је насељено место у општини Ђаковица, на Косову и Метохији. Према попису становништва из 2011. у насељу је живео 561 становник.

## Становништво
Према попису из 2011. године, Раковина има следећи етнички састав становништва:
| Националност | 2011.        |
| Албанци      | 532 (94,83%) |
| Египћани     | 28 (4,99%)   |
| други        | 1 (0,18%)    |
| Укупно       | 561          |

| Демографија | Демографија | Демографија |
| Година      | Становника  | Становника  |
| ----------- | ----------- | ----------- |
| 1948.       | 81          |             |
| 1953.       | 106         |             |
| 1961.       | 125         |             |
| 1971.       | 152         |             |
| 1981.       | 190         |             |
| 1991.       | 207         |             |
| 2011.       | 561         |             |